# Формула-1 — Гран-прі Бразилії 2007
Гран-прі Бразилії 2007 року — заключний сімнадцятий етап чемпіонату світу 2007 року з автоперегонів у класі Формула-1, відбувся з 19 по 21 жовтня на автодромі Інтерлагос (Сан-Паулу, Бразилія).

## Перед гран-прі
Гран-прі Бразилії викликало небачений ажіотаж серед спеціалістів та вболівальників Формули-1. Це було викликано декількома факторами: по-перше, доля чемпіонства вирішувалася в останньому гран-прі сезону, по-друге, вперше з 1986 року боротьбу за чемпіонство на останньому етапі вели відразу три гонщики, по-третє, Льюїс Гамільтон, відкриття чемпіонату, який мав найкращі шанси на чемпіонство, у разі виграшу титулу ставав би наймолодшим чемпіоном в історії Формули-1, тобто перевершив би досягнення Фернандо Алонсо, а також був би першим гонщиком, який став чемпіоном у дебютному сезоні.

### Лідери перед гран-прі
У чемпіонаті лідирував Гамільтон, який мав в активі 107 очок, на 4 очка від нього відставав Алонсо, що посідав друге місце. Ряйкконен відставав від лідера на 7 очок. У разі рівності очок, за регламентом, чемпіоном ставав пілот, який мав найбільше перемог на гран-прі, у разі рівності й цього показника чемпіоном ставав той, хто мав більше других місць на етапах і т. д..
| Позиція | Гонщик          | 1-й | 2-й | 3-й | 4-й | 5-й | 6-й | 7-й | 8-й | 9-й | схід | очок |
| ------- | --------------- | --- | --- | --- | --- | --- | --- | --- | --- | --- | ---- | ---- |
| 1       | Льюїс Гамільтон | 4   | 5   | 3   | 1   | 1   | 0   | 0   | 0   | 1   | 1    | 107  |
| 2       | Фернандо Алонсо | 4   | 4   | 3   | 1   | 1   | 0   | 2   | 0   | 0   | 1    | 103  |
| 3       | Кімі Ряйкконен  | 5   | 2   | 4   | 1   | 1   | 0   | 0   | 1   | 0   | 2    | 100  |

| Гонщик          | Результат (всього очок) | Результат (всього очок) | Результати претендентів (кількість очок у цьому випадку) | Результати претендентів (кількість очок у цьому випадку) | Результати претендентів (кількість очок у цьому випадку) |
| Гонщик          | Результат (всього очок) | Результат (всього очок) | Гамільтон                                                | Алонсо                                                   | Ряйкконен                                                |
| --------------- | ----------------------- | ----------------------- | -------------------------------------------------------- | -------------------------------------------------------- | -------------------------------------------------------- |
| Льюїс Гамільтон | Перемога                | 117                     |                                                          | — (111)                                                  | — (108)                                                  |
| Льюїс Гамільтон | 2-й                     | 115                     | — (113)                                                  | — (110)                                                  |                                                          |
| Льюїс Гамільтон | 3-й                     | 113                     | 2-й (111)                                                | — (110)                                                  |                                                          |
| Льюїс Гамільтон | 4-й                     | 112                     | 2-й (111)                                                | — (110)                                                  |                                                          |
| Льюїс Гамільтон | 5-й                     | 111                     | 2-й (111)                                                | — (110)                                                  |                                                          |
| Льюїс Гамільтон | 6-й                     | 110                     | 3-й (109)                                                | 2-й (108)                                                |                                                          |
| Льюїс Гамільтон | 7-й                     | 109                     | 3-й (109)                                                | 2-й (108)                                                |                                                          |
| Льюїс Гамільтон | 8-й                     | 108                     | 4-й (108)                                                | 3-й (106)                                                |                                                          |
| Льюїс Гамільтон | Без очок                | 107                     | 5-й (107)                                                | 3-й (106)                                                |                                                          |
| Фернандо Алонсо | Перемога                | 113                     | 3-й (113)                                                |                                                          | — (108)                                                  |
| Фернандо Алонсо | 2-й                     | 111                     | 6-й (110)                                                | — (110)                                                  |                                                          |
| Фернандо Алонсо | 3-й                     | 109                     | 8-й (108)                                                | 2-й (108)                                                |                                                          |
| Фернандо Алонсо | 4-й                     | 108                     | Без очок (107)                                           | 3-й (106)                                                |                                                          |
| Кімі Ряйкконен  | Перемога                | 110                     | 6-й (110)                                                | 3-й (109)                                                |                                                          |
| Кімі Ряйкконен  | 2-й                     | 108                     | 8-й (108)                                                | 4-й (108)                                                |                                                          |

Отож, Гамільтона влаштовувала перемога чи друге місце — за такого результату він ставав чемпіоном, незважаючи на результати суперників. Алонсо було недостатньо перемоги на гран-прі — йому також потрібно було, аби Гамільтон не прийшов на фініш другим. Шанси Ряйкконена були найгірші — навіть у разі перемоги йому потрібно було сподіватися аби Гамільтон посів місце не вище 6-го, а Алонсо — не вище третього. Щоправда, у фіна була невелика перевага в тому, що він був єдиним претендентом на чемпіонський титул від «Феррарі», а тому міг сподіватися на підтримку всієї стайні, включно з Феліпе Массою, який мав допомогти йому у боротьбі з пілотами «Макларену».
Ситуація в «Макларені» погіршувалася внутрішнім конфліктом Алонсо—Гамільтон. Хоча перед гран-прі обидва розповідали про щирі та дружні стосунки між ними, але це не могло змінити думку більшості журналістів та вболівальників. Алонсо не зміг пристосуватися до нової команди й наступного сезону мав її полишити. Водночас, керівництво «Макларена», який був позбавлений можливості боротися за кубок конструкторів після шпигунського скандалу «Макларен»—"Феррарі", сподівалося на перемогу в чемпіонаті пілотів, а тому не могло дозволити непередбачувані дії пілотів на трасі.
Алонсо, на відміну від Гамільтона, на останніх перегонах сезону мав їхати на машині, мотор якої вже було задіяно на попередньому гран-прі в Китаї. В обох пілотів «Феррарі» мотори були нові.

### Зміна пілота в команді«Вільямс»
Після гран-прі Китаю Александр Вюрц сповістив про своє рішення завершити кар'єру гонщика Формули-1. Замінив австрійця тест-пілот «Вільямса» 22-річний японець Кадзукі Накадзіма, син колишнього пілота Формули-1 Сатору Накадзіма. До цього Кадзукі п'ять разів брав участь у п'ятничних вільних заїздах.

## Вільна практика у п'ятницю

### Перша сесія
Туман. Невеликий дощ. Температура повітря +25 °C, траси +19 °C
Всю сесію пілоти провели на дощовій гумі. Перші місця посіли гонщики Феррарі: перший — Ряйкконен, другий — Масса. Під час заїздів відбулось декілька інцидентів з вильотами, на трасі не втримались: Ральф Шумахер, Сакон Ямамото, Адріан Сутіл, Себастьян Феттель — але значних пошкоджень їх машини не зазнали. Фернандо Алонсо, Нік Гайдфельд, Роберт Кубіца та Джанкарло Фізікелла взагалі не виїжджали на швидке коло.

### Друга сесія
Хмарно. Волога після дощу траса. Температура повітря +26 °C, траси +20 °C
Після першої сесії дощ вщух. На початок другої сесії пілоти виїхали на дощовій гумі, але під кінець траса почала остаточно висихати й пілоти «перевзулися» у «софт». Найкращий час показав Гамільтон, за ним розташувалися: Алонсо, Масса, Ряйкконен.
Технічний делегат FIA звернув увагу стюардів на те, що Гамільтон, Сато та Баттон використали в першій сесії два комплекти дощової гуми, що заборонено регламентом. Після закінчення другої сесії пілоти надали свої пояснення, але нікого покарано не було. Усіх найбільше цікавило, чи покрають Гамільтона, але Рон Денніс запевнив, що це помилка команди, а пілот не винний У результаті, стюарди вирішили покарати команди штрафом..

## Кваліфікація
Сонячно, сухо. Температура повітря +32 °C, траси +61 °C
Суботню вільну практику виграв Масса, другим був Гамільтон, третім — Ряйкконен.
Першу сесію кваліфікації виграв Феліпе Масса. Невдачі зазнав Хейкі Ковалайнен, який не зміг пробитися до наступної сесію й посів 17 місце на старті. Не зміг подолати перший етап і «Вільямс» новачка гран-прі Кадзукі Накадзіми, що не стало несподіванкою.
Другу сесію виграв Кімі Ряйкконен, за ним ішов Гамільтон, потім — Масса; Алонсо знову посів четверту позицію. До фінальної сесії, крім лідерів, вийшли також обидва боліди «Заубера» та «Ред Буллу», а також Росберг на «Вільямсі» та Труллі на «Тойоті».
Третю сесію виграв бразилець Масса, чим потішив своїх численних уболівальників. Друге місце на останньому колі «вирвав» Льюїс Гамільтон (його результат на другому секторі траси став найкращим, але третій сектор він проїхав гірше), чим значно покращив свої шанси на чемпіонський титул, адже його конкуренти у цій боротьбі розташувалися за ним: Ряйкконен йшов третім, а Алонсо — четвертим.
Коли Гамільтон виїжджав із піт-лейн на останнє швидке коло, він трохи завадив Ряйкконену, який у цей час ішов швидке коло. Британець після кваліфікації вибачився за цей інцидент, а «Феррарі» вирішила не скаржитись стюардам.

## Перегони

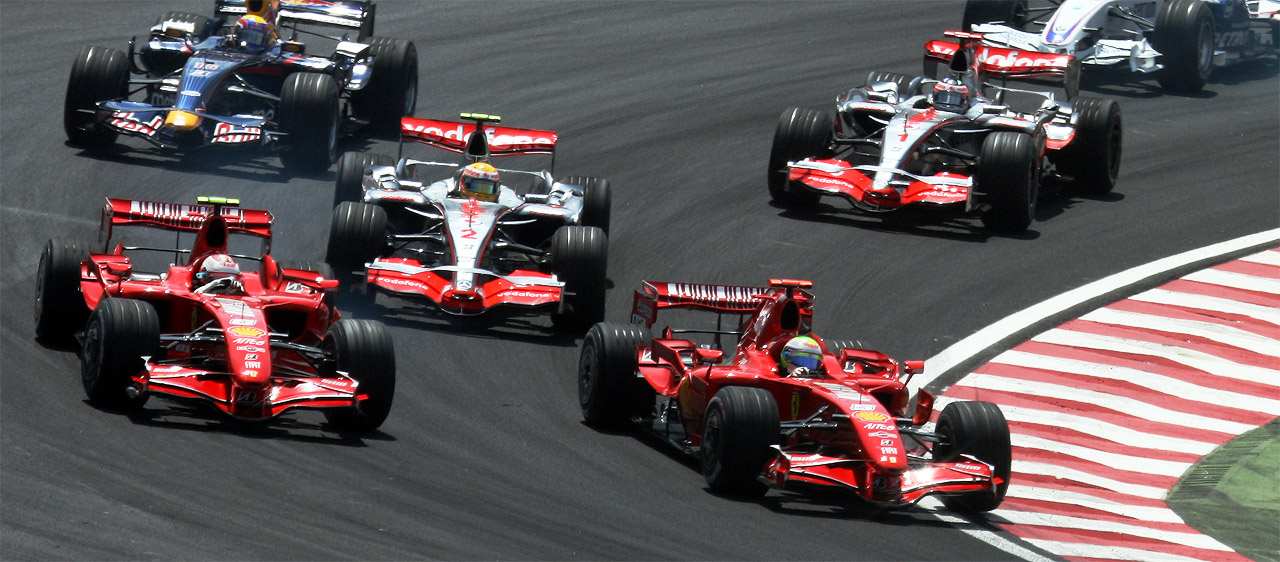
Старт гран-прі — Масса та Ряйкконен попереду.

Сонячно, ясно, спекотно. Температура повітря +37 °C, траси +61 °C
На старті володар поулу Масса різким маневром вправо блокує Гамільтона, тому доводиться гальмувати, а Ряйкконен, не маючи перед собою перешкод, обганяє британця й виходить на друге місце. Гамільтон відразу нав'язує боротьбу Ряйкконену, але випускає з уваги Алонсо, що йде відразу за ним. Ряйкконен, перебуваючи прямо перед Гамільтоном, трохи пригальмовує і тому доводиться перегальмовувати, він широко заходить у поворот, чим одразу скористався Алонсо і вийшов на третю позицію. Ось так відмінна командна тактика «Феррарі» дозволила на першому колі захопити лідерство у пелотоні обом болідам і відсунути лідера чемпіонату відразу на дві позиції назад. Однак, за умови такого фінішу, чемпіоном все одно ставав би Гамільтон.
У четвертому повороті, намагаючись наздогнати Алонсо, Гамільтон помиляється й вилітає з траси, відразу повертається, але вже на восьмій позиції, пропустивши Веббера, Кубіцу, Гайдфельда та Труллі. Тепер у віртуальній боротьбі за чемпіонський титул у лідери виходить Алонсо, але всі розуміють, що Масса, згідно з командною тактикою, поступиться своєю позицією коли це стане потрібно, і в лідери вийде вже Ряйкконен.
На другому колі Гамільтон обганяє Труллі й продовжує підвищувати темп. На цьому ж колі Ямамото вилітає з треку, а повертаючись, врізається ззаду в болід Фізікелли, обидва сходять з перегонів. Трійка лідерів потроху відривається від пелотону, а Гамільтон на сьомому колі обходить Гайдфельда, який широко зайшов у поворот.
На восьмому колі Гамільтон несподівано сповільнюється: збій електроніки при перемиканні коробки передач призвів до того, що передача застрягла на «нейтралці». Машина не зупиняється, але їде повільно, тільки завдяки рельєфу траси. Втім, електроніка стає до ладу й Гамільтон повертається у боротьбу. Цей збій відкидає британця на 18-те місце. У цей же час Кубіца обходить Веббера.

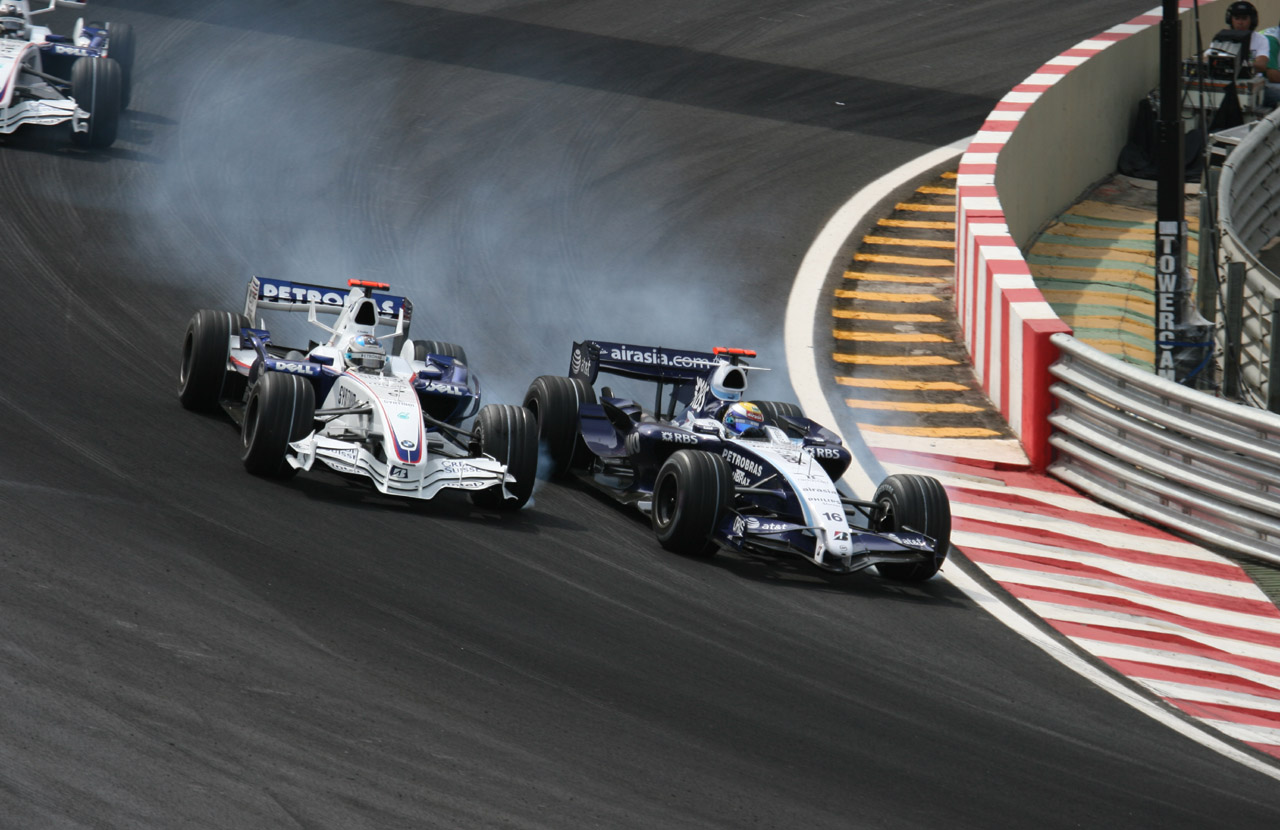
Боротьба гонщиків «Вільямса» та «Заубера» не могла вплинути на визначення переможця гран-прі, але могла вплинути на визначення чемпіона.

Протягом наступних десяти кіл Масса показує декілька найшвидших результатів і вони з Ряйкконеном потроху відриваються від Алонсо. Видно, що машина іспанця не витримує темпу болідів «Феррарі». Гамільтон намагається повернути собі втрачені позиції, послідовно обганяє Барікелло, Сутіла, Ральфа Шумахера, Девідсона, Сато, Накадзіму і виходить на 11-те місце (на 15-му колі зійшов Веббер, що йшов попереду британця). Перед Льюїсом пустий трек і він не поступається лідерам у швидкості.
Починається перша хвиля піт-стопів. На 20-му колі йде на піт-стоп Масса, на 21-му — Ряйкконен, показавши перед цим найшвидше коло, на 22-му — Алонсо, відразу за ним приїжджає Гамільтон і міняє гуму на «супер-софт». Це означає, що британець змінює тактику, замість двох піт-стопів він запланував три, розраховуючи виграти цим декілька позицій. Після піт-стопів позиції лідерів залишаються незмінними: Масса, Ряйкконен, Алонсо; Гамільтон перебуває на 13-му місці, його відставання від лідера становить близько 50 секунд.
На 31-му колі на піт-стоп заїжджає дебютант Накадзіма. Трохи не розрахувавши швидкість, він збиває двох механіків, одного з них відносять на ношах.
На 33-му колі легший болід Кубіци обганяє болід Алонсо, на цьому ж колі Гамільтон виходить на 9-ту позицію, обганяючи Феттеля. Але вже 36-му колі британець заїжджає на другий піт-стоп й опиняється за межі першої десятки. У цей же час фін Хейкі Ковалайнен розбиває свою машину і, вперше у своїй кар'єрі гонщика Формули-1, не доходить до фінішу перегонів. До 42-го кола завдяки піт-стопам суперників Гамільтон виходить на 8-му позицію.
На 44-му колі Масса широко заходить у поворот і втрачає 2 секунди, його відрив від Ряйкконена становить лише 0,7 с. Але Масса поступово збільшує відрив до 1,5 секунди і на 50-му колі йде на піт-стоп. Ряйкконен стає лідером перегонів і намагається збільшити перевагу за рахунок пізнішого, ніж у Масси, піт-стопу. І це йому вдається: він заїжджає на піт-стоп лише на 53-му колі й повертається лідером перегонів та головним претендентом на перемогу у чемпіонаті.

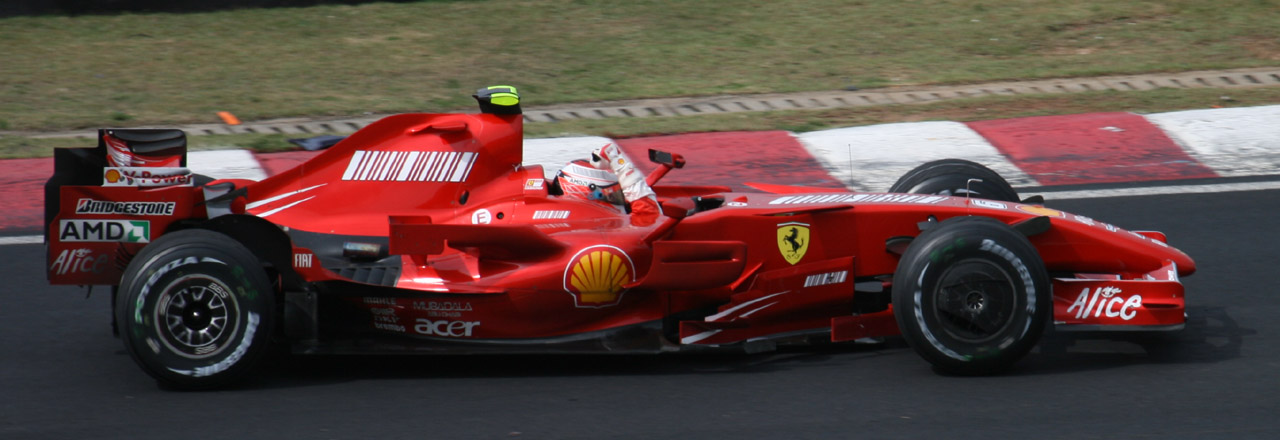
Ряйкконен святкує перемогу на гран-прі і у чемпіонаті.

Гамільтон заїжджає на останній свій піт-стоп на 56-му колі, а вже на 58-му показує найшвидше коло. На 61-му колі у першому повороті Росберг намагається обійти Гайдфельда, але обоє помиляються й їх обганяє Кубіца; від 5-го місця, яке гарантує йому чемпіонський титул за такого розвитку подій, Гамільтона відділяє 22 секунди. На 63-му колі Гамільтон виходить на 7-му позицію (Труллі заїхав на піт-стоп).
Ряйкконен показує найшвидший результат 66-му колі, у цей же час розгортається боротьба за 4-ту позицію: Кубіца і Росберг разом перетинають пряму і ледь-ледь не зіштовхуються. У разі одночасного вибуття з перегонів цих двох гонщиків, Гамільтон пересунувся б на 5-ту позицію, що гарантувала йому титул чемпіона. Але на 69-му колі боротьба цих пілотів закінчується тим, що Росберг все-таки обганяє Кубіцу й виходить на 4-те місце.
Ряйкконен фінішує першим і стає новим чемпіоном світу з автоперегонів у класі Формула-1.

## Після гран-прі
Майже протягом семи годин результати перегонів залишалися попередніми. Справа в тому, що пальне в болідах Росберга, Кубіци та Гайдфельда, які посіли місця з 4-го по 6-те, не відповідало статті 6.5.5 технічного регламенту, в якій зазначено, що температура палива в баці боліду має бути не більш як на 10° нижчою за температуру навколишнього середовища. У разі дискваліфікації цих трьох болідів Льюїс Гамільтон пересувався б на четверте місце, що забезпечувало йому чемпіонське звання. Але кінець-кінцем було ухвалено рішення залишити результати гран-прі незмінними. Адже, по-перше, не було суттєвих доказів порушення регламенту, а, по-друге, у минулому гонщики не отримували покарання за аналогічні порушення. Пізніше команда «Макларен» подала апеляцію, але її не було задоволено.

## Цікаві факти
- Вперше, гонщик, який перед останнім гран-прі посідав у чемпіонаті третє місце, став чемпіоном.
- У перегонах взяли участь три японці, такі випадки були й раніше, але фінішувати втрьох у них ні разу не виходило — не вийшло і цього разу.
- Бразилець Рубенс Барікелло взяв участь у гран-прі Бразилії вп'ятнадцяте. Але Барікелло постійно не щастить на цій трасі: за всю свою історію виступів в Інтерлагосі він зміг фінішувати лише чотири рази, з них тричі — в очках, а найкращим його результатом стало третє місце на гран-прі 2004 року. За цим показником його обійшов молодий бразилець Масса: на цьому гран-прі він фінішував другим, а попереднього року виграв його.
- Команду Макларен було дискваліфіковано з Кубку конструкторів через шпигунський скандал. Хоча реально перед бразильським гран-прі вона мала найбільше очок, і могла вже гарантувати собі кубок, але офіційно посіла останнє місце в чемпіонаті з нулем очок. Однак механіки команди перед перегонами вручили шефу команди, Рону Деннісу саморобний кубок на знак успішного сезону, затьмарити який не може жоден скандал[17].
- Фін Хейкі Ковалайнен розбив свою машину і втратив нагоду стати першим гонщиком, який у дебютному сезоні фінішував на всіх гран-прі.

## Класифікація

### Кваліфікація
|    | Пілот               | Команда            | 1 частина | 2 частина | 3 частина |
| -- | ------------------- | ------------------ | --------- | --------- | --------- |
| 1  | Феліпе Масса        | Феррарі            | 1:12.303  | 1:12.374  | 1:11.931  |
| 2  | Льюїс Гамільтон     | Макларен-Мерседес  | 1:13.033  | 1:12.296  | 1:12.082  |
| 3  | Кімі Ряйкконен      | Феррарі            | 1:13.016  | 1:12.161  | 1:12.322  |
| 4  | Фернандо Алонсо     | Макларен-Мерседес  | 1:12.895  | 1:12.637  | 1:12.356  |
| 5  | Марк Веббер         | Ред Булл-Рено      | 1:13.081  | 1:12.683  | 1:12.928  |
| 6  | Нік Гайдфельд       | Заубер-БМВ         | 1:13.472  | 1:12.888  | 1:13.081  |
| 7  | Роберт Кубіца       | Заубер-БМВ         | 1:13.085  | 1:12.641  | 1:13.129  |
| 8  | Ярно Труллі         | Тойота             | 1:13.470  | 1:12.832  | 1:13.195  |
| 9  | Девід Култхард      | Ред Булл-Рено      | 1:13.264  | 1:12.846  | 1:13.272  |
| 10 | Ніко Росберг        | Вільямс-Тойота     | 1:13.707  | 1:12.752  | 1:13.477  |
| 11 | Рубенс Барікелло    | Хонда              | 1:13.661  | 1:12.932  |           |
| 12 | Джанкарло Фізікелла | Рено               | 1:13.482  | 1:12.968  |           |
| 13 | Себастьян Феттель   | Торо Россо-Феррарі | 1:13.853  | 1:13.058  |           |
| 14 | Вітантоніо Ліуцці   | Торо Россо-Феррарі | 1:13.607  | 1:13.251  |           |
| 15 | Ральф Шумахер       | Тойота             | 1:13.767  | 1:13.315  |           |
| 16 | Дженсон Баттон      | Хонда              | 1:14.054  | 1:13.469  |           |
| 17 | Хейкі Ковалайнен    | Рено               | 1:14.078  |           |           |
| 18 | Такума Сато         | Супер Агурі-Хонда  | 1:14.098  |           |           |
| 19 | Кадзукі Накадзіма   | Вільямс-Тойота     | 1:14.417  |           |           |
| 20 | Ентоні Девідсон     | Супер Агурі-Хонда  | 1:14.596  |           |           |
| 21 | Адріан Сутіл        | Спайкер-Феррарі    | 1:15.217  |           |           |
| 22 | Сакон Ямамото       | Спайкер-Феррарі    | 1:15.487  |           |           |

### Перегони
|      | Пілот               | Команда            | Кіл | Час         | Старт | Очок |
| ---- | ------------------- | ------------------ | --- | ----------- | ----- | ---- |
| 1    | Кімі Ряйкконен      | Феррарі            | 71  | 1:28:15.270 | 3     | 10   |
| 2    | Феліпе Масса        | Феррарі            | 71  | +1.4        | 1     | 8    |
| 3    | Фернандо Алонсо     | Макларен-Мерседес  | 71  | +57.0       | 4     | 6    |
| 4    | Ніко Росберг        | Вільямс-Тойота     | 71  | +62.8       | 10    | 5    |
| 5    | Роберт Кубіца       | Заубер-БМВ         | 71  | +70.9       | 7     | 4    |
| 6    | Нік Гайдфельд       | Заубер-БМВ         | 71  | +71.3       | 6     | 3    |
| 7    | Льюїс Гамільтон     | Макларен-Мерседес  | 70  | +1 коло     | 2     | 2    |
| 8    | Ярно Труллі         | Тойота             | 70  | +1 коло     | 8     | 1    |
| 9    | Девід Култхард      | Ред Булл-Рено      | 70  | +1 коло     | 9     |      |
| 10   | Кадзукі Накадзіма   | Вільямс-Тойота     | 70  | +1 коло     | 19    |      |
| 11   | Ральф Шумахер       | Тойота             | 70  | +1 коло     | 15    |      |
| 12   | Такума Сато         | Супер Агурі-Хонда  | 69  | +2 кола     | 18    |      |
| 13   | Вітантоніо Ліуцці   | Торо Россо-Феррарі | 69  | +2 кола     | 14    |      |
| 14   | Ентоні Девідсон     | Супер Агурі-Хонда  | 68  | +3 кола     | 20    |      |
| схід | Адріан Сутіл        | Спайкер-Феррарі    | 43  | гальма      | 22    |      |
| схід | Рубенс Барікелло    | Хонда              | 40  | двигун      | 11    |      |
| схід | Хейкі Ковалайнен    | Рено               | 35  | аварія      | 17    |      |
| схід | Себастьян Феттель   | Торо Россо-Феррарі | 34  | гідравліка  | 13    |      |
| схід | Дженсон Баттон      | Хонда              | 20  | двигун      | 16    |      |
| схід | Марк Веббер         | Ред Булл-Рено      | 14  | трансмісія  | 5     |      |
| схід | Сакон Ямамото       | Спайкер-Феррарі    | 2   | аварія      | 21    |      |
| схід | Джанкарло Фізікелла | Рено               | 2   | аварія      | 12    |      |

Найшвидше коло: Кімі Ряйкконен — 1:12.445
Кола лідирування: Феліпе Масса — 46 (1-19, 23-49); Кімі Ряйкконен — 24 (20-21, 50-71); Фернандо Алонсо — 1 (22).